# Rick Mears
Rick Mears, né le 3 décembre 1951 à Wichita dans le Kansas, aux États-Unis, est un ancien pilote automobile américain. Considéré comme l'un des plus grands pilotes américains de sa génération, il a remporté à quatre reprises les 500 Miles d'Indianapolis et trois fois le championnat CART.

## Biographie

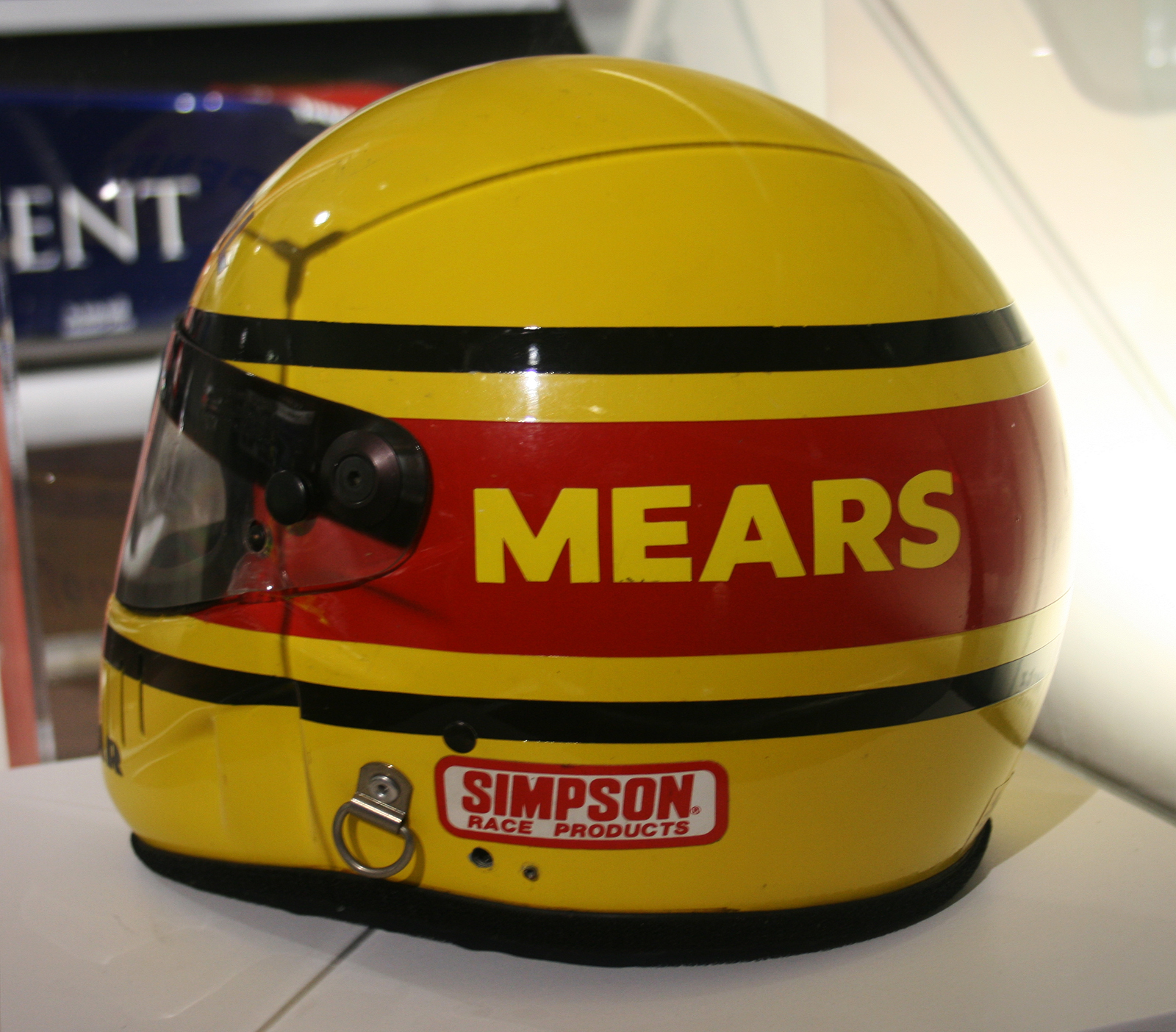
Le casque de Rick Mears exposé au Honda Collection Hall de Motegi au Japon.

Après avoir commencé sa carrière dans les épreuves off-road, Rick Mears est passé à la monoplace en 1976, dans le championnat USAC. À l'issue de deux saisons discrètes dans la petite équipe Art Sugai, il est repéré par l'écurie Penske Racing, l'une des plus puissantes du plateau. Dès sa première saison avec Penske, Mears confirme les espoirs placés en lui et remporte trois courses.

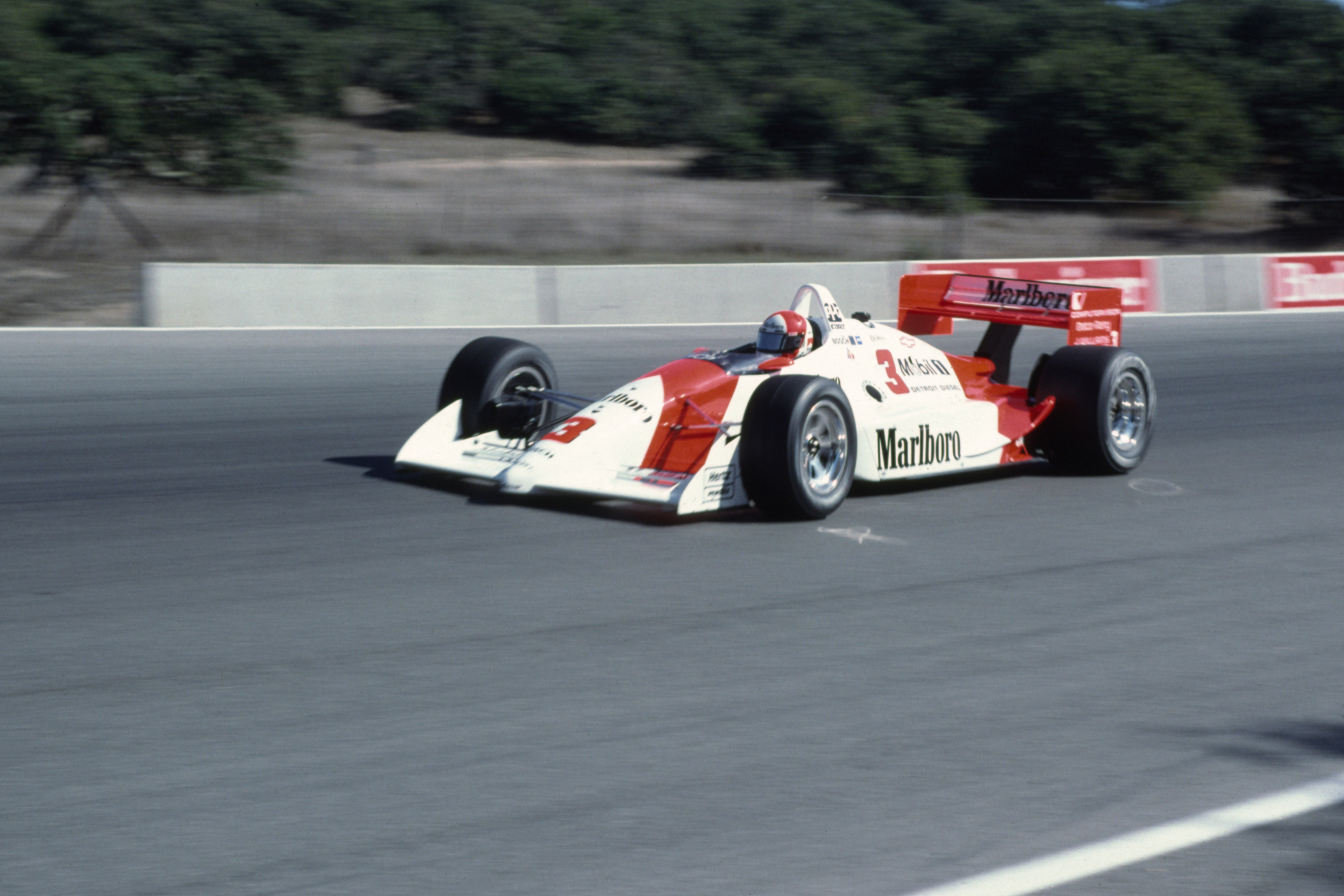
Rick Mears à Monterey en 1991

En 1979, sous l'impulsion de plusieurs équipes d'USAC, dont Penske, le championnat CART est créé. Immédiatement, Rick Mears s'y affirme comme l'homme à battre : il remporte le championnat et décroche sa première victoire aux prestigieuses 500 Miles d'Indianapolis. Outre son habileté sur les ovales, il s'avère être redoutable sur les circuits routiers, ce qui suscite un certain intérêt de la part de la Formule 1. Mais un test en 1980 au volant d'une Brabham reste sans lendemain, l'écurie de Bernie Ecclestone attendant de lui qu'il amène un complément budgétaire. Après avoir subi en 1980 la loi de la Chaparral à effet de sol, Mears reprend sa domination sur le CART lors des saisons 1981 et 1982. En 1982, il passe proche d'un deuxième succès à Indianapolis, battu à la photo-finish par Gordon Johncock. En 1983, Mears connaît une saison en demi teinte, mais revient au plus haut niveau en 1984. Il ajoute un deuxième succès à Indianapolis à son palmarès mais un accident en fin de saison dans une épreuve au Canada lui occasionne de sévères blessures aux jambes. à près de 33 ans, cet accident marque la fin de ses années dorées.
De 1985 à 1987, avec seulement deux succès en CART, Mears perd son statut de pilote dominant. Mais l'introduction par Penske à partir de 1988 d'un nouveau châssis fait maison lui permet de redevenir un candidat régulier à la victoire. En 1988, il remporte un troisième succès à Indianapolis, et en 1989, il termine le championnat sur les talons d'Emerson Fittipaldi. En 1991, à l'issue d'un duel fameux avec Michael Andretti, il remporte l'Indy 500 pour la quatrième fois, un exploit que seuls A. J. Foyt et Al Unser avaient réalisé avant lui. À l'issue de la saison 1992, marquée par son seul abandon à Indianapolis sur faute de pilotage, il décide de mettre un terme à sa carrière.
Toujours présent dans le milieu du sport automobile, Mears officie en tant que conseiller au sein de l'écurie Penske pour laquelle il a piloté pendant 15 saisons.

## Divers
Rick Mears est le frère cadet de Roger Mears, pilote d'off-road et auteur d'une modeste carrière en monoplace, vainqueur cependant à deux reprises de la Pikes Peak International Hill Climb catégorie Open Wheel, en 1972, et 1973 (classe A), sur Volkswagen 2180. Casey Mears (fils de Roger et neveu de Rick) a lui aussi brièvement piloté en monoplace, avant de réorienter sa carrière vers la NASCAR.

## Palmarès
- Triple champion CART : 1979, 1981 et 1982;
- Triple USAC Gold Crown Championship : 1983-84, 1987-88 et 1990-91;
- 7 victoires en Championnat USAC, et 26 victoires en championnat CART;
- Quadruple vainqueur des 500 miles d'Indianapolis : 1979, 1984, 1988 et 1991 (record, partagé avec A.J. Foyt et Al Unser);
- Sextuple poleman des 500 miles d'Indianapolis (record absolu de l'épreuve): 1979, 1982, 1986, 1988, 1989 et 1991 (premier pilote à obtenir quatre poles en 1988);
- Pikes Peak International Hill Climb en catégorie Open Wheel : 1976 (sur Porsche 2386).

## Victoires
USAC (7 victoires et 6 poles):

- 1978 (3 victoires - 0 poles): Rex Mays Classic, Gould Twin Dixie, et Daily Mail Indy Trophy (Angleterre);
- 1979 (1 - 1): International 500 Mile Sweepstakes (+CART);
- 1982 (0 - 1) (-CART);
- 1984 (1 - 0): International 500 Mile Sweepstakes (+CART);
- 1986 (0 - 1) (+CART);
- 1988 (1 - 1): International 500 Mile Sweepstakes (+CART);
- 1989 (0 - 1) (+CART);
- 1991 (1 - 1): International 500 Mile Sweepstakes (+CART);

CART (au total 26 victoires et 38 poles comptabilisées):

- 1979 (+2): Ditzler 150 et Rich's Atlantic Classic;
- 1980 (+1): First Copa México 150 (Mexique);
- 1981 (+6): Kraco Twin 125 race 1 et 2, Los Angeles Times 500, Detroit News Grand Prix, Watkins Glen 150 et second Copa México 150;
- 1982 (+4, et un total de 8 poles): Kraco Car Stereo 150, Stoh's 200, Domino's Pizza Pocono 500 et AirCal 500;
- 1983 (+1): Detroit News Grand Prix;
- 1985 (+1): Domino's Pizza 500 at Pocono;
- 1987 (+1): Quaker State 500
- 1988 (+1): Dana-Rex Mays 200;
- 1989 (+3): Checker Autoworks 200, Dana-Rex Mays 200 et Champion Spark Plug 300;
- 1990 (+2): Autoworks 200 et Marlboro Challenge;
- 1991 (+1): Marlboro 500.

## Divers
- 3e des 24 heures de Daytona 1979;
- 3e des 6 Heures de Watkins Glen 1981.

## Galerie de photos

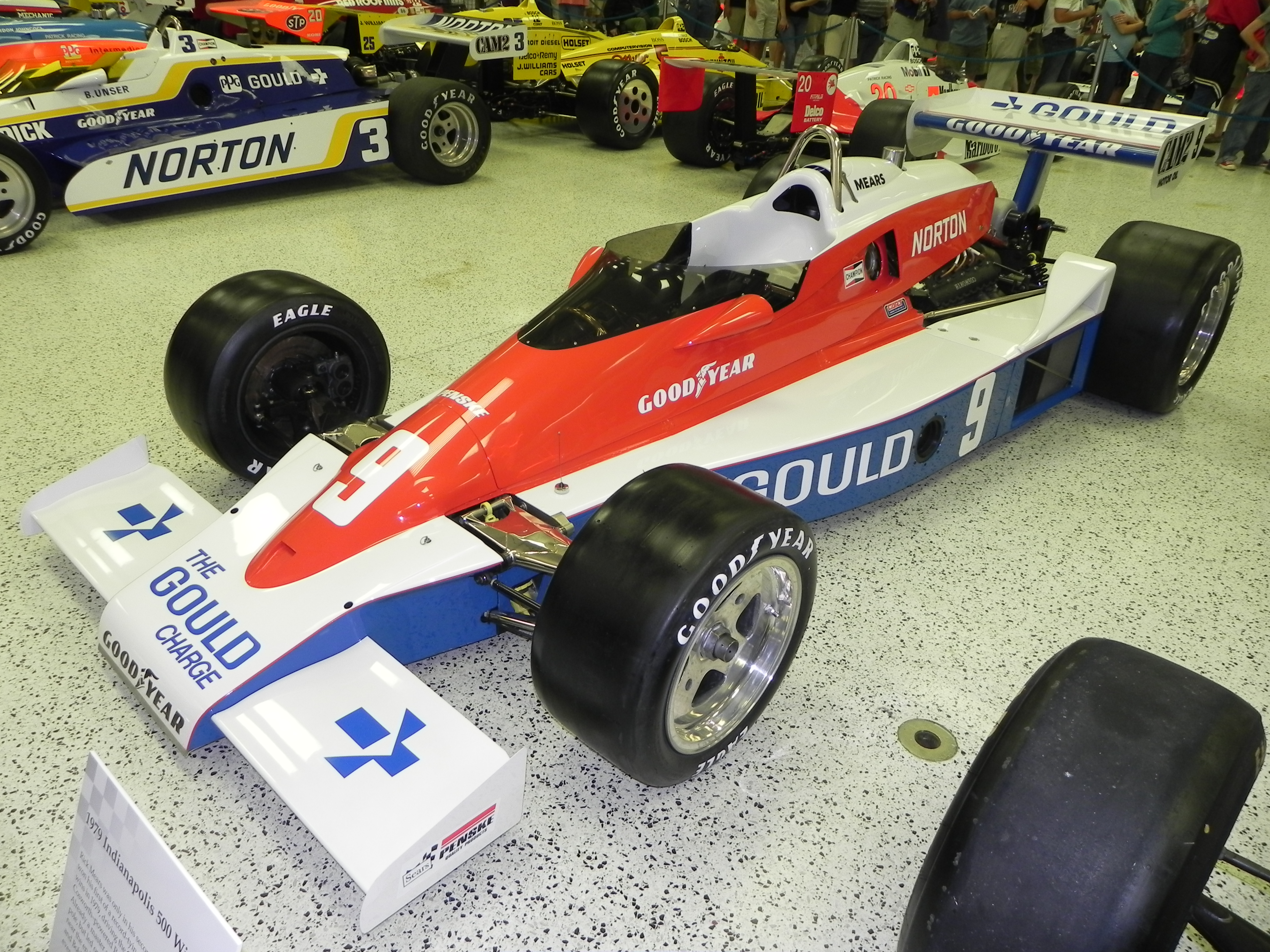
Indy 500 1979.
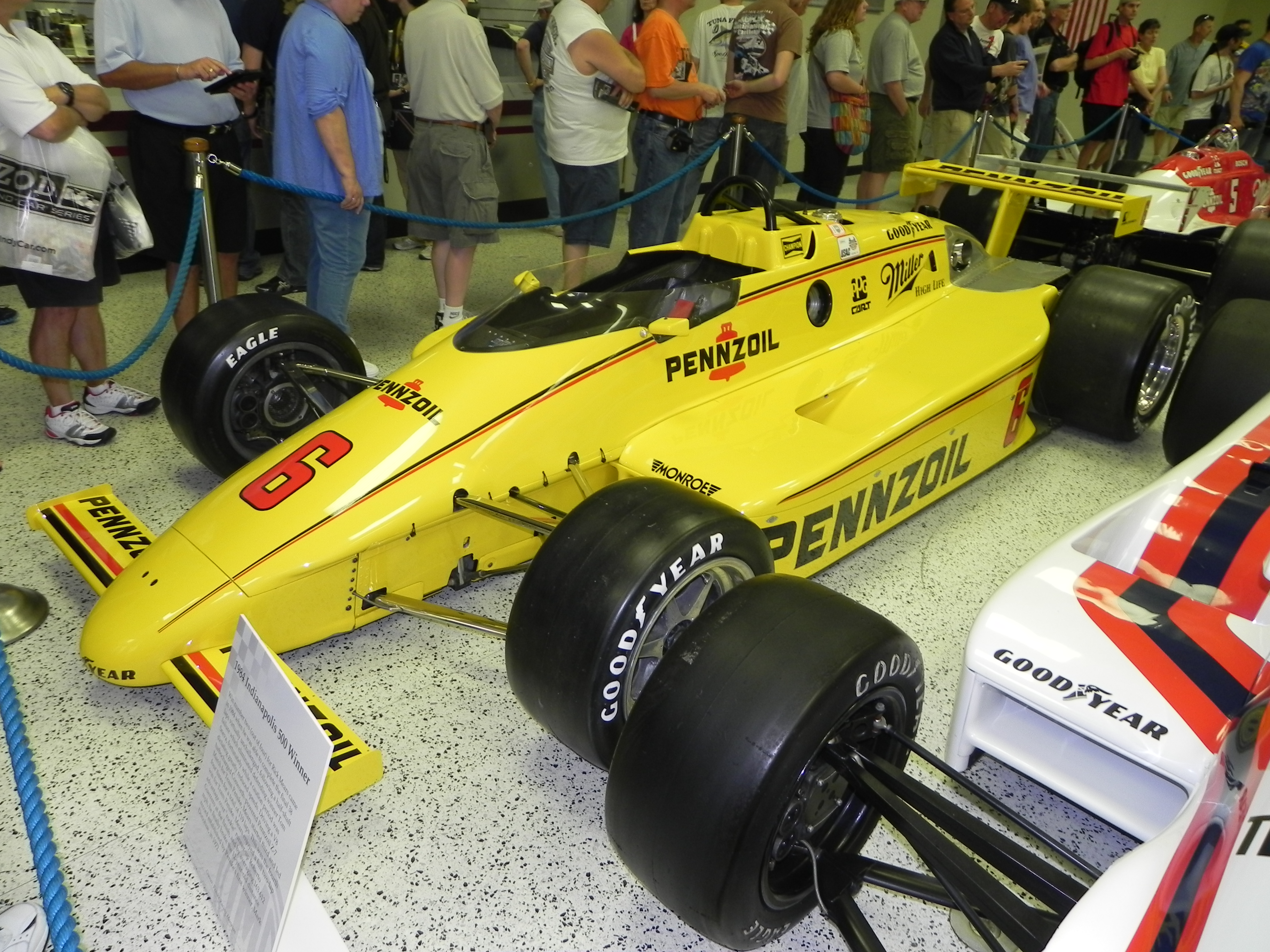
Indy 500 1984.
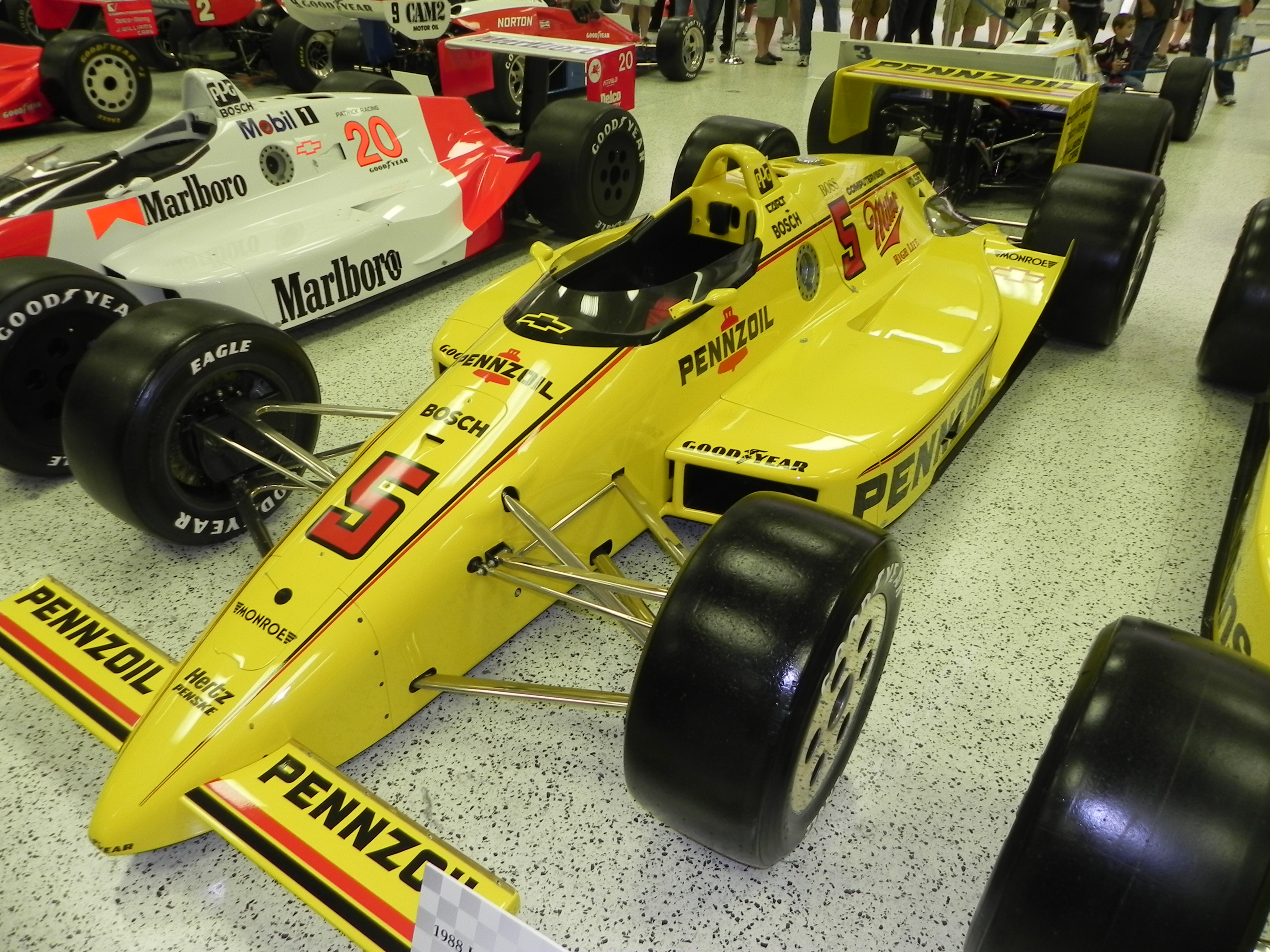
Indy 500 1988.
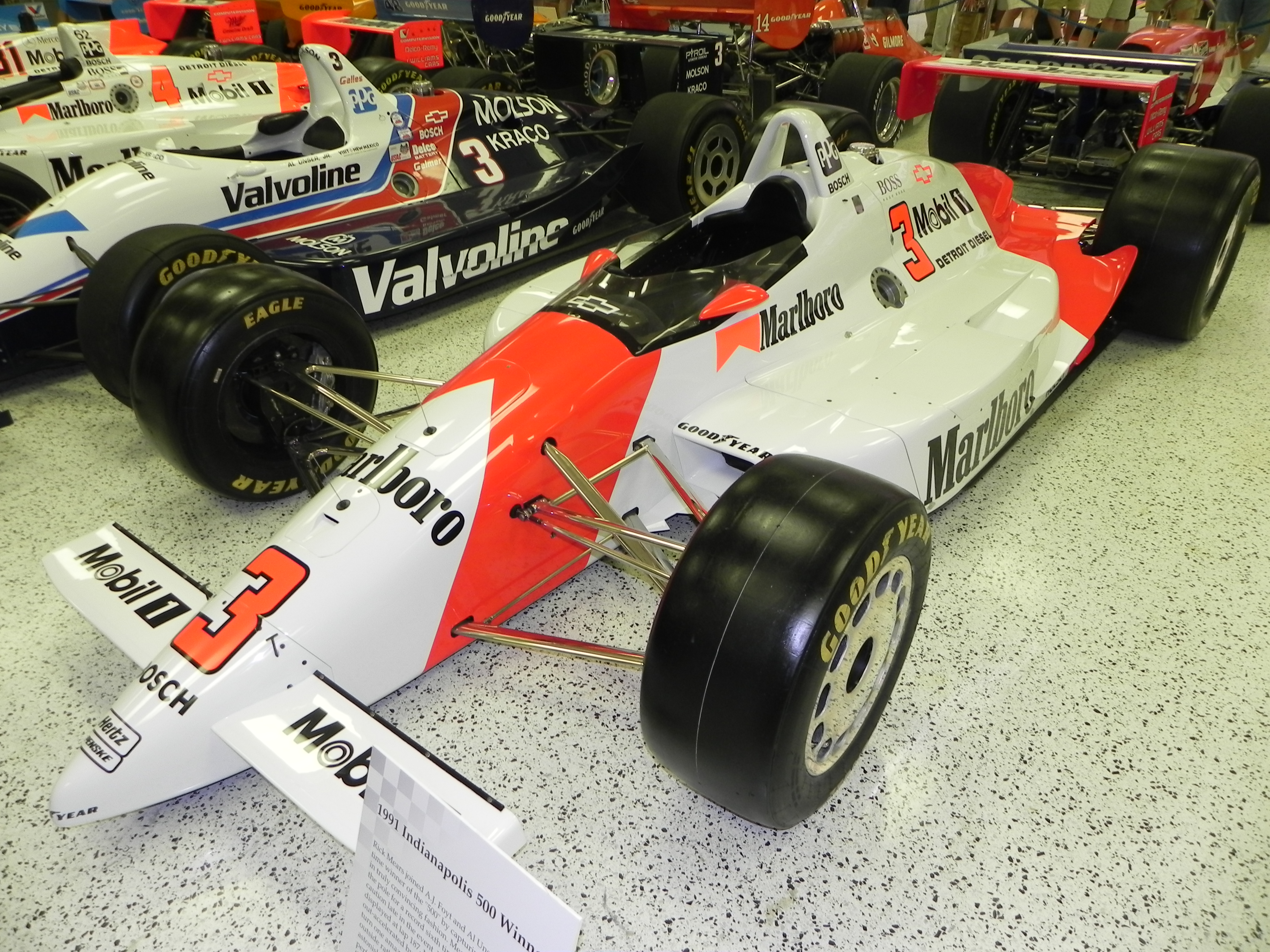
Indy 500 1991.

## Biographie
- (en) Gordon Kirby et Roger Penske, Rick Mears, thanks : the story of Rick Mears and the Mears gang, East Sussex United Kingdom Osceola, Wis, Crash Media Group Distributor North America Motorbooks International, 2008, 263 p. (ISBN 978-1-905-33430-8, OCLC 1004796426).